# Безопасность систем управления
Безопасность систем управления — это предотвращение преднамеренных или непреднамеренных помех правильной работе промышленных автоматизированных систем управления (АСУ). Эти системы сегодня управляют всеми основными видами деятельности, в том числе ядерной и иной электроэнергетикой, добычей и транспортировкой нефти, водоснабжением, транспортом, связью и различными иными производствами и процессами. АСУ включают в себя компьютеры, сети, операционные системы, приложения и программируемые и непрограммируемые контроллеры. Почти каждый из этих элементов может содержать уязвимости безопасности. Обнаружение в 2010 году зловреда Stuxnet продемонстрировало уязвимость АСУ в отношении кибер-инцидентов. С тех пор правительства различных стран стали принимать правила кибербезопасности, требующие повышенной защиты систем управления, ответственных за критическую инфраструктуру.
Безопасность систем управления включает в себя безопасность промышленных систем управления (ICS), безопасность диспетчерского управление и сбора данных (SCADA), безопасность управления технологическими процессами, промышленную сетевую безопасность и системы управления кибербезопасностью.

## Риски
Нарушение в безопасности АСУ ТП может привести к катастрофическим последствиям в том, что касается человеческих жертв, негативного воздействия на окружающую среду, ущерба производственной цепочке, ущерба оборудованию, кражи конфиденциальной информации и ущерба имиджу той или иной компании.
За последние годы было отмечен ряд сбоев в работе систем управления, имевших более или менее серьезные последствия и вызванных как стечением обстоятельств, так и злоумышленными действиями. Вот некоторые из них:
- Веерное отключение электроэнергии в ряде регионов США и Канады в 2003 году. Причиной аварии считается совпадение ряда неблагоприятных факторов, в том числе перегрузка сети и компьютерный сбой.
- Авария в 2005 году на электроподстанции № 510 «Чагино», в результате которой электроснабжения было лишено ряд районов Москвы, Московской области и прилегающих областей. Причиной аварии считается совпадение ряда неблагоприятных факторов: изношенность оборудования, жара, непрофессионализм сотрудников.
- Атака промышленного зловреда Stuxnet, поразившего в 2010 году иранские промышленные предприятия, связанные с ядерной программой страны[1].
- Катастрофа в 2011 году а АЭС Фукусима. Её причиной стал отказ по общей причине оборудования после землетрясения и цунами.
- Отключение в конце 2015 года электроснабжения в ряде регионов Украины (Ивано-Франковской, Черновицкой и Киевской областях). Причиной аварии стало воздействие зловреда Industroyer, внедренного, согласно представителям украинских компаний и спецслужб, российскими хакерами[2]. Сбой электроснабжения повторился в конце 2017 года. Укрэнерго вновь обвинило в этом злоумышленников из России[3].

## Уязвимость систем управления
Промышленные системы автоматизации и управления стали гораздо более уязвимыми из-за тенденций, которые наблюдаются в последние 15-20 лет. Основными причинами этого являются:
- Всё более широкое распространение стандартных коммерческих программ (COTS) и протоколов. Интеграция таких технологий, как MS Windows, SQL и Ethernet, означает, что АСУ ТП теперь часто уязвимы для вредоносного программного обеспечения, которые воздействуют и на сети общего пользования.
- Интеграция предприятия (с использованием заводских, корпоративных и даже общедоступных сетей) означает, что часто устаревшие системы управления технологическими процессами сегодня подвергаются воздействиям, которые не учитывались при их разработке.
- Функциональная избыточность оборудования АСУ. Широкое применение сложных программируемых контроллеров и процессоров для управления стандартными и простыми технологическими процессами с заранее известным диапазоном параметров там, где может быть достаточно применение решений немодифицируемой, так называемой «жесткой логики» делает их уязвимыми для сбоев или для перепрограммирования и контроля со стороны злоумышленников.
- Рост спроса на удаленный доступ. Круглосуточный доступ 7/7 для инженерных, эксплуатационных или технических служб, наряду с удобством, означает и повышенный риск небезопасных или злоумышленных подключений к системам управления.
- Доступность информации. Руководства по использованию систем управления являются доступными как для законных пользователей, так и для злоумышленников.

## Противодействие угрозам
Увеличение числа и быстрое изменение видов угроз автоматизированным систем управления предприятий произошло в начале XXI века. При том, что широкое внедрение АСУ ТП происходило несколькими десятилетиями раньше, когда уровень подобных угроз был на порядки ниже, важным является анализ созданных тогда систем с учетом современного уровня угроз.
- Подробный аудит сетевой безопасности предприятий и их АСУ ТП. Особое внимание необходимо уделять архитектуре тех систем, которые были построены несколько десятилетий назад, когда уровень опасности находился на гораздо более низком уровне. Аудит рисков отказа АСУ по общей причине.
- Отказ от избыточных систем с перепрограммируемой логикой. Когда число выполняемых задач управления изначально известно, целесообразным является переход на изолированные от внешних сетей систем с заранее заданной жесткой логикой, вмешательство в которые извне практически невозможно.
- Внедрение так называемых «систем диверсной защиты» (diverse actuation system), когда существующая АСУ дополняется другой, построенной на иных программных или аппаратных средствах и решающей основные задачи безопасности. Подобные системы уже применяются на некоторых АЭС и рекомендуются к ещё большему применению МАГАТЭ[5], так как снижают риск отказа по общей причине — не только от из-за ошибки программирования или злонамеренной хакерской атаки, но и таких явлений как перегрев из-за отказа системы кондиционирования, пожар, затопление при тушении пожара и пр. Подобные системы защиты реализованы, например, Московским заводом «Физприбор» на Нововоронежской АЭС и в настоящее время внедряются французской компанией Orano на британской АЭС в Hinkley Point. Однако подобный принцип применим не только к атомной промышленности, но и к любым системам управления опасными технологическими процессами.

## Усилия национальных правительств
Принято считать, что одной первых стран, проявивших озабоченность не просто по поводу кибербезопасности, а именно безопасности систем управления, стали США. В частности, американской правительственной Компьютерная группа реагирования на чрезвычайные ситуации (CERT) учреждена программа безопасности систем управления (CSSP), которая предоставляет большой набор бесплатных национальных стандартов и технологий (NIST), касающихся безопасности системы управления.
Все большую и большую обеспокоенность этими вопросами проявляют и европейские страны. Так, например, в ФРГ вопросами информационной безопасности занимается Федеральное управление по информационной безопасности (Das Bundesamt für Sicherheit in der Informationstechnik), а вопросами критически значимых объектов национальной ИТ-инфраструктуры и экономики в том числе и безопасности систем управления Национальный центр кибербезопасности. Кроме того, по инициатитве министерства обороны и министерства иностранных дел Германии создаётся новая структура — Агентство по инновациям и кибербезопасности (Agentur für Innovation in der Cybersicherheit).
Россия, согласно индексу кибербезопасности за 2017 год, который публикует Международный союз электросвязи (ITU), вошла в группу лидирующих стран и занимает десятое место — перед Японией и Норвегией и после Франции и Канады. Вопросами безопасности промышленных систем на государственном уровне в ней занимается Федеральная служба по техническому и экспортному контролю (ФСТЭК России) подотчетная Министерству обороны. В России с апреля 2017 года действует введённый приказом Федерального агентства по техническому регулированию и метрологии от 1 июня 2016 г. N 469-ст национальный стандарт ГОСТ Р МЭК 62443-3-3-2016 «Требования к системной безопасности и уровни безопасности». Этот стандарт гармонизирован с международными стандартами безопасности АСУ ТП.

## Международные стандарты безопасности АСУ ТП
Разработанный Международной ассоциацией автоматизации стандарт ISA/IEC-62443 представляет собой ряд протоколов, технических отчетов и соответствующей информации, которые определяют процедуры внедрения электронно-защищенных промышленных систем автоматизации и управления. Этот стандарт применяется к конечным пользователям, системным интеграторам, специалистам по безопасности и производителям систем управления, отвечающим за производство, проектирование, внедрение или управление системами промышленной автоматизации и управления.
Этот стандарт изначально назывался ANSI/ISA-99 или ISA99, по названию Международной ассоциации автоматизации (ISA), которой они были созданы. В 2010 году из-за согласования документов ISA и ANSI с соответствующими стандартами Международной электротехнической комиссии (IEC) стандарт был переименован в ANSI/ISA-62443.